# Das Matthäus-Evangelium
Das Matthäus-Evangelium ist der Titel einer vierteiligen Bibelverfilmung von 1993, die das titelgebende Evangelium nach Matthäus wortgetreu wiedergibt. Erstmals wurde dabei ein biblisches Buch von Anfang bis Ende verfilmt, teils mit Laiendarstellern und unbekannten Schauspielern.

## Handlung
Die Handlung des Films ist eingebettet in eine fiktive Rahmenhandlung. Matthäus, mittlerweile ein alter Mann, erzählt zwei Schreibern die Lebensgeschichte Jesu, die er zudem an ein kleines Mädchen, Ruth, weitergibt.
Jesus, der in Betlehem als Kind von Maria und Joseph zur Welt kam, wird von ihnen auf der Flucht nach Ägypten mitgenommen, nachdem Herodes der Große den Kindermord in Betlehem anordnen ließ.
Jahre später lässt sich Jesus von Johannes dem Täufer am Jordan taufen und beginnt sein messianisches Werk. Er sammelt Jünger um sich, heilt Kranke und verkündet den Menschen das nahende Himmelreich.
Doch Judas, einer seiner Apostel, verrät Jesus an die Hohenpriester und Schriftgelehrten, die Jesus daraufhin im Garten Getsemani verhaften lassen, und an Pontius Pilatus ausliefern. Trotz anfänglichem Widerwillen willigt Pilatus ein, Jesus auf dem Felsenhügel Golgota kreuzigen zu lassen.
Jesus wird drei Tage nach seinem Tod von den Toten auferweckt und fährt in den Himmel auf. Zuvor verkündet er den Jüngern, dass er wiederkommen werde.

## Hintergrundinformationen
Der in kirchlichen Kreisen als „anspruchsvoll“ beworbene Bibelfilm wurde zum Teil in Marokko sowie in der Nähe von Kapstadt in Südafrika gedreht, einem Land, das bisher kaum als Drehort für Bibelfilme genutzt wurde.
Der Film gibt den Text des Matthäusevangeliums und jede Einzelheit der biblischen Handlung exakt wieder.
Damit das Publikum die Möglichkeit hat, den Film zeitgleich anhand der Bibel zu überprüfen, wird kontinuierlich am Bildrand die Bibelstelle (Kapitel und Vers) angegeben.

## Fortsetzungen
Regisseur Van den Bergh verfilmte 1994 demselben Prinzip The Visual Bible: Acts (Die Apostelgeschichte), aus der Sicht des Evangelisten Lukas.
Außerdem entstand 2003 von der speziell für die Reihe gegründeten Produktionsfirma Visual Bible The Gospel of John (Das Johannes-Evangelium), allerdings unter Regie von Philip Saville, und mit Henry Ian Cusick in der Rolle des Jesus von Nazaret.